# 906
Cette page concerne l'année 906  du calendrier julien.  Pour le nombre 906, voir 906 (nombre).
L'année 906 est une année commune qui commence un mercredi.

## Événements
- 6 janvier : baptême de Constantin ; trois jours après l'empereur byzantin Léon VI épouse sa mère Zoé Carbonopsina en dépit de sa promesse. Le synode prononce l’interdit contre lui, mais Léon obtient une dispense du pape Serge III[1].
- 19 février : Adalinde, épouse du comte de Carcassonne Acfred, est mentionnée comme comtesse aux côtés de son fils Acfred dans une donation en faveur de l'abbaye Saint-Jean-Baptiste de Montolieu[2],[3].
- 27 février : Conrad l'Ancien est tué lors de la bataille de Fritzlar contre les Babenberg ;  son fils, Conrad, victorieux, devient duc de Franconie. Adalbert de Babenberg, convoqué devant la Diète de Tribur, est attaqué par l'armée royale dans son château de Bamberg, capturé et décapité le 9 septembre à la suite de la trahison de l'archevêque de Mayence Hatton[4],[5].
- Mars : les Qarmates menacent Damas, qui résiste[6].
- Avril - mai : les Qarmates mettent à sac Tibériade[6].

- 16 juin : les Qarmates prennent Hīt, sur l'Euphrate[6].
- 24 août : charte accordée par Bérenger Ier de Frioul au diacre Audebert pour construire le château de Nogara, dans la plaine de Vérone, incluant des droits de péage, des droits sur les marchés et une totale immunité judiciaire[7]. Début de l'incastellamento.
- 2 octobre : les Qarmates prennent Kufa par surprise[8].
- 6 octobre : victoire de la flotte byzantine d’Himérios dans l’Egée sur les Arabes[9]. À la demande des Abbassides, Léon VI envoie en ambassade Léon Choirosphaktès à Bagdad pour négocier la paix ; elle aboutit à un échange de prisonniers[1]. Défection d'Andronikos Doukas, qui impliqué dans une conspiration, se réfugie à Bagdad[10].
- 1er - 6 novembre : les Qarmates de Zikrawayh, qui ont conquis Kufa, attaquent les caravanes de pèlerins khorasaniens sur la route de La Mecque[11]. Ils font de nombreuses victimes.

- La Grande-Moravie s'effondre sous les coups des Magyars (906-907)[12]. Le roi de Moravie Mojmír II est tué au combat, sa capitale est détruite.
- Nouvelle incursion des Hongrois en Italie. Bérenger Ier de Frioul leur verse un tribut[13].
- L'abbaye de la Novalaise, abandonné par les moines qui se sont réfugiés à Turin avec leur bibliothèque, est pillée et incendiée par les Sarrasins de Fraxinetum. Les habitants du Val de Suse réfugiés dans le monastère d'Oulx sont massacrés[14].
- Marozie Ire, fille du comte et sénateur Théophylacte, épouse Albéric Ier de Spolète[15].

Adèle comtesse (épouse d' 